# Ronan O'Gara

a Compétitions nationales et continentales officielles uniquement.

b Matchs officiels uniquement.
Dernière mise à jour le 12 juin 2019.
Ronan John Ross O'Gara, né le 7 mars 1977 à San Diego aux États-Unis, est un joueur de rugby à XV irlandais qui évoluait au poste de demi d'ouverture avec l'équipe d'Irlande et la province du Munster, reconverti au poste d'entraîneur.
Il annonce sa retraite internationale en 2013 ainsi qu'avec sa province du Munster avec laquelle il gagne notamment deux Coupes d'Europe de rugby en 2006 et 2008.
Il est l'un des meilleurs marqueurs de points en matchs internationaux
. Il détient les records de points inscrits et de matchs joués en Coupe d'Europe. Il est désigné meilleur joueur européen des quinze premières années de la compétition (1995-2010) par l'European Rugby Cup (ERC).
Comme joueur du XV irlandais, il réussit le Grand Chelem dans le Tournoi des Six Nations 2009. Il a également l'honneur de faire partie de la sélection des Lions à deux reprises lors des tournées 2005 en Nouvelle-Zélande et 2009 en Afrique du Sud.
À sa retraite, il se reconvertit dans une carrière d'entraîneur, débutant en octobre 2013 par un poste entraîneur adjoint chargé du jeu au pied du Racing Métro 92 devenu ensuite Racing 92. En 2018, il rejoint la Nouvelle-Zélande pour devenir entraîneur des arrières des Crusaders. Le 12 juin 2019, il est nommé entraineur principal du Stade rochelais. En 2022, il retrouve la Coupe d'Europe en emmenant le Stade rochelais pour son premier titre européen ainsi que son deuxième titre dans la compétition l’année suivante.

## Repères biographiques

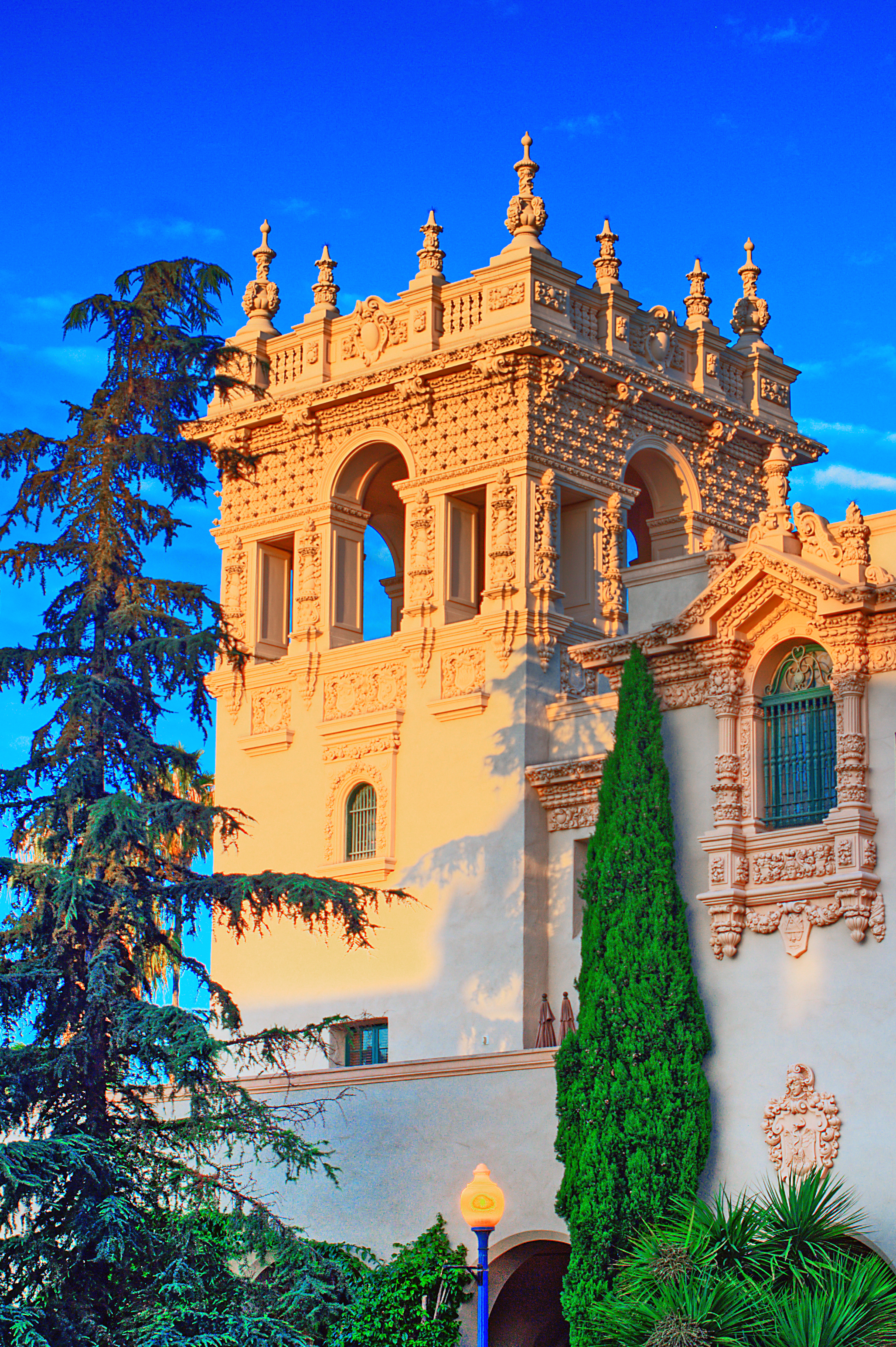
Ronan O'Gara est né à San Diego en Californie.

Ronan O'Gara est né à San Diego en Californie aux États-Unis, où son père, Fergal, travaille comme professeur de microbiologie. Son père avait également joué ailier pour le club de l'UCG dans le Connacht. Sa famille retourne en Irlande, alors qu'il est encore enfant. O'Gara suit les cours du Presentation Brothers College de Cork, il y remporte une médaille de la coupe juniors des écoles du Munster en 1992 et une de la coupe séniors des écoles du Munster en 1995, à chaque fois comme capitaine. Il poursuit ses études supérieures à l'University College Cork et obtient une médaille de champion d'Irlande des moins de 20 ans en 1996. Il a obtenu un baccalauréat et maîtrise en économie d'entreprise en 1999. Ronan O'Gara grandit à Cork et fait ses études au Presentation Brothers College puis à l'University College Cork.

## Carrière sportive

### Joueur
En 1997, il rejoint le club de Cork Constitution et fait ses premiers matchs avec le Munster en Championnat inter-provinces et en Coupe d'Europe. Sélectionné en équipe d'Irlande des moins de 21 ans, il gagne la Triple couronne en 1998 et, l'année suivante, remporte le Championnat d'Irlande avec Cork Constitution.
Lors de la saison 1999-2000, il devient titulaire du Munster au poste de demi d'ouverture et joue tous les matchs de la campagne européenne qui s'achève en finale par une défaite contre les Northampton Saints (9-8). Après la déroute en ouverture du Tournoi des six nations face à l'Angleterre (18-50), il est sélectionné pour la première fois en équipe d'Irlande, à la place de David Humphreys, pour le match contre l'Écosse. Dès son deuxième match contre l'Italie, il marque 30 points en réussissant 12 coups de pied sur 12 tentatives puis, deux semaines plus tard, il permet à l'Irlande de remporter sa première victoire en France depuis 1972 (27-25) en réussissant une pénalité à la 77e minute. Jusqu'en 2006, O'Gara et Humphreys se disputeront la place de titulaire en équipe nationale.
Avec sa province du Munster, il est finaliste de la première Celtic League en 2001 puis remporte l'édition 2002-2003. En Coupe d'Europe, les résultats sont réguliers mais les Irlandais ne parviennent pas à décrocher le titre : demi-finalistes en 2001, 2003 puis 2004, et finalistes en 2002 avec une défaite contre les Leicester Tigers 15 à 9.
Ronan O'Gara dispute la Coupe du monde 2003, il est titularisé à trois reprises sur les cinq matchs de l'Irlande, notamment pour le quart de finale perdu face à la France (21-43). Dès lors, il s'impose comme demi d'ouverture numéro un du XV du Trèfle devant David Humphreys et deviendra le meilleur marqueur de points irlandais en dépassant les 560 points de ce dernier lors du Tournoi des six nations 2006.
En 2005, il est, comme en 2001, sélectionné pour la tournée des Lions britanniques et irlandais et participe à son premier test match avec cette équipe, contre les néo-zélandais. Il en jouera un autre quatre ans plus tard en Afrique du Sud. Il dispute également la Coupe du monde 2007 et échoue en phase de poules avec deux défaites contre la France et Argentine.

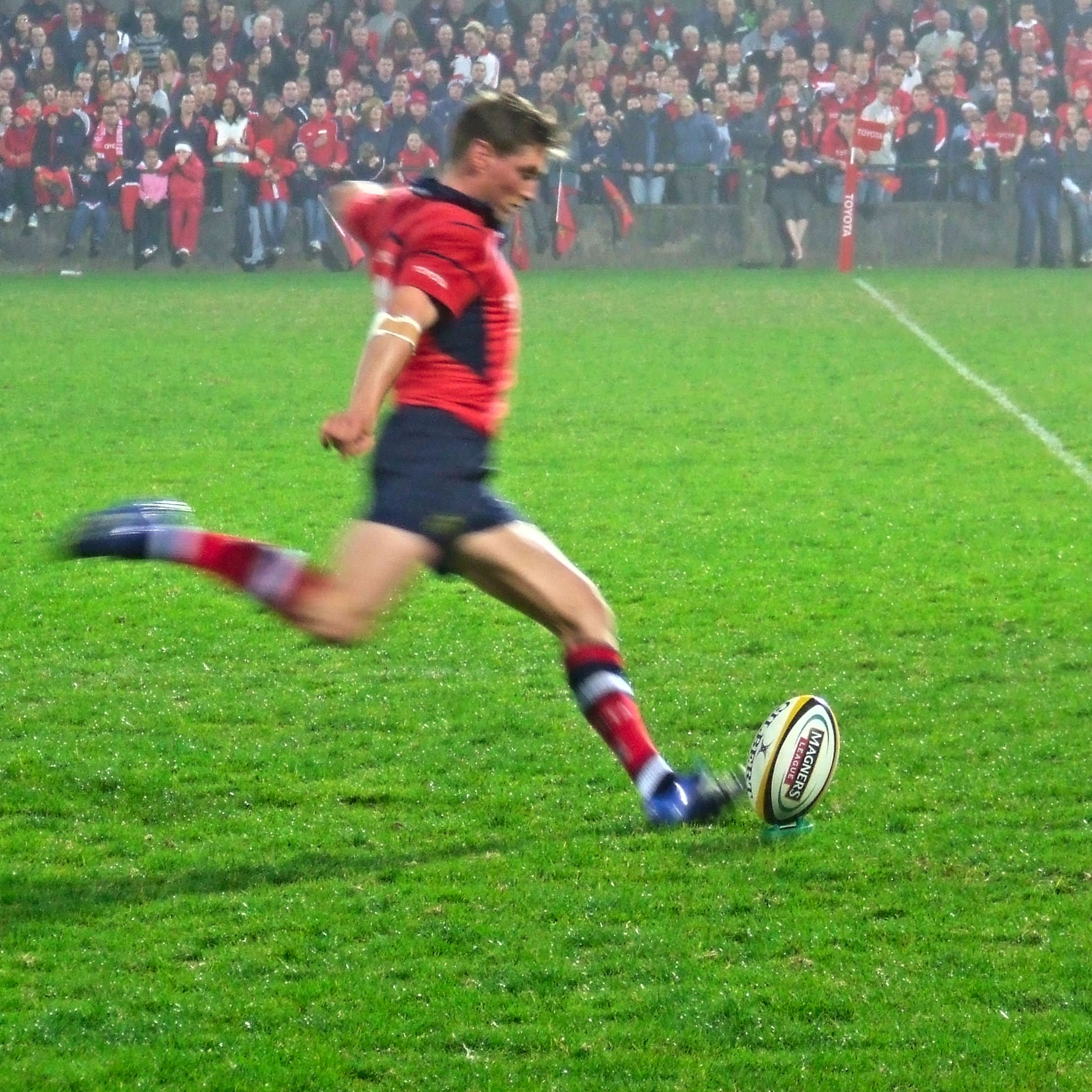
Ronan O'Gara champion d'Europe avec le Munster

Vainqueur à deux reprises de la Coupe d'Europe en 2006 puis en 2008, Ronan O'Gara détient le record du nombre de points marqués dans la compétition avec 1 365 points inscrits en 110 rencontres disputées de septembre 1997 à avril 2013. En 2009, il réussit un drop à deux minutes de la fin du dernier match du Tournoi des 6 nations, face aux Gallois, et la victoire 17-15 des Irlandais leur permet de réaliser le Grand chelem, le premier depuis 1948. Quelques semaines auparavant, il était devenu le meilleur marqueur de points du Tournoi en dépassant Jonny Wilkinson. Il participe ensuite aux demi-finales de Coupe d'Europe (défaite contre le Leinster) puis gagne à nouveau la Celtic League.
Depuis fin 2009, il est en concurrence avec Jonathan Sexton au poste d'ouvreur de l'équipe irlandaise. Mais lors de la Coupe du monde de rugby 2011, il annonce qu'après la compétition, il mettra un terme à sa carrière internationale. Cependant, il est sélectionné pour le Tournoi des six nations 2012, et entre en jeu dans tous les matchs.
Le 28 mai 2013, il annonce l'arrêt de sa carrière à la fin de la saison.
Il détient à la fin de sa carrière avec 1083 points le record de points inscrits sous le maillot de l'Irlande. Ce record est battu par Sexton en septembre 2023.

### Entraîneur
Dès la saison suivante, il intègre le staff du Racing Métro pour entraîner les jeunes et intervenir auprès des pros pour entraîner les buteurs (dont fait partie Jonathan Sexton). L'ouvreur a rejeté une proposition de contrat d'un an renouvelable avec le Munster et il déclare qu'il est « extrêmement enthousiaste à l'idée » de travailler en France. Il devient également entraîneur de la défense du club. En 2016, le Racing 92 est champion de France et finaliste de la Coupe d'Europe.
En décembre 2017, il quitte la France pour rejoindre la Nouvelle-Zélande en tant qu'entraîneur des arrières des Crusaders à partir du 1er janvier 2018. Les Crusaders remportent la saison 2018 de Super Rugby en s'imposant 37 à 18 face aux Lions.
En 2019, il est nommé entraîneur principal du Stade rochelais, en Top 14. Il travaille auprès du directeur sportif Jono Gibbes. En 2021, Gibbes quitte le club et Ronan O'Gara devient alors manager de l'équipe professionnelle.

## Statistiques

### Joueur
| Saison    | Saison        | Championnat                               | Championnat | Championnat | Championnat | Championnat | Championnat | Championnat | Coupe d'Europe                    | Coupe d'Europe | Coupe d'Europe | Coupe d'Europe | Coupe d'Europe | Coupe d'Europe | Coupe d'Europe |
| Saison    | Saison        | Compétition                               | M           | Pts         | Ess.        | Pén.        | Tr.         | Dp.         | Compétition                       | M              | Pts            | Ess.           | Pén.           | Tr.            | Dp.            |
| --------- | ------------- | ----------------------------------------- | ----------- | ----------- | ----------- | ----------- | ----------- | ----------- | --------------------------------- | -------------- | -------------- | -------------- | -------------- | -------------- | -------------- |
| 1997-1998 | Munster Rugby | Championnat inter-provinces               | 3           | 37          | 1           | 8           | 1           | 2           | Coupe d'Europe                    | 3              | 23             | 0              | 5              | 4              | 0              |
| 1998-1999 | Munster Rugby | Championnat inter-provinces               | 1           | 0           | 0           | 0           | 0           | 0           | Coupe d'Europe                    | 1              | 7              | 0              | 1              | 2              | 0              |
| 1999-2000 | Munster Rugby | Championnat inter-provinces               | 5           | 81          | 1           | 14          | 17          | 0           | Coupe d'Europe                    | 9              | 131            | 1              | 30             | 15             | 2              |
| 2000-2001 | Munster Rugby | Championnat inter-provinces               | 4           | 60          | 0           | 14          | 6           | 2           | Coupe d'Europe                    | 8              | 127            | 2              | 30             | 9              | 3              |
| 2001-2002 | Munster Rugby | Championnat inter-provinces Celtic League | 2 7         | 11 73       | 0 0         | 3 19        | 1 8         | 0 0         | Coupe d'Europe                    | 9              | 132            | 1              | 31             | 11             | 4              |
| 2002-2003 | Munster Rugby | Celtic League                             | 6           | 81          | 1           | 18          | 11          | 0           | Coupe d'Europe                    | 8              | 103            | 2              | 15             | 21             | 2              |
| 2003-2004 | Munster Rugby | Celtic League                             | 2           | 9           | 0           | 1           | 3           | 0           | Coupe d'Europe                    | 8              | 88             | 0              | 18             | 17             | 0              |
| 2004-2005 | Munster Rugby | Celtic League                             | 8           | 72          | 1           | 13          | 1           | 2           | Coupe d'Europe                    | 4              | 43             | 0              | 11             | 5              | 0              |
| 2005-2006 | Munster Rugby | Celtic League                             | 10          | 80          | 1           | 12          | 18          | 1           | Coupe d'Europe                    | 9              | 115            | 1              | 21             | 22             | 1              |
| 2006-2007 | Munster Rugby | Celtic League                             | 11          | 90          | 0           | 20          | 15          | 0           | Coupe d'Europe                    | 7              | 80             | 0              | 17             | 13             | 1              |
| 2007-2008 | Munster Rugby | Celtic League                             | 7           | 52          | 1           | 11          | 7           | 0           | Coupe d'Europe                    | 9              | 113            | 1              | 28             | 12             | 0              |
| 2008-2009 | Munster Rugby | Celtic League                             | 9           | 76          | 0           | 13          | 17          | 1           | Coupe d'Europe                    | 8              | 86             | 0              | 18             | 13             | 2              |
| 2009-2010 | Munster Rugby | Celtic League                             | 12          | 88          | 1           | 20          | 10          | 1           | Coupe d'Europe                    | 8              | 98             | 0              | 23             | 13             | 1              |
| 2010-2011 | Munster Rugby | Celtic League                             | 15          | 183         | 0           | 46          | 21          | 1           | Coupe d'Europe Challenge européen | 6 2            | 58 19          | 0              | 10 3           | 14 5           | 0              |
| 2011-2012 | Munster Rugby | Pro12                                     | 7           | 68          | 0           | 18          | 7           | 0           | Coupe d'Europe                    | 7              | 102            | 0              | 24             | 12             | 2              |
| 2012-2013 | Munster Rugby | Pro12                                     | 12          | 87          | 1           | 16          | 5           | 0           | Coupe d'Europe                    | 6              | 67             | 0              | 19             | 5              | 0              |
| Total     | Total         | Total                                     | 121         | 1148        | 8           | 246         | 148         | 10          |                                   | 104            | 1315           | 8              | 291            | 174            | 18             |

### Entraîneur
| Saison      | Club            | Division    | Poste                | Classement                 | Coupe d'Europe / Champions Cup | Challenge européen |
| ----------- | --------------- | ----------- | -------------------- | -------------------------- | ------------------------------ | ------------------ |
| 2018        | Crusaders       | Super Rugby | Arrières             | Vainqueur                  | -                              | -                  |
| 2019        | Crusaders       | Super Rugby | Arrières             | Vainqueur                  | -                              | -                  |
| 2019 - 2020 | Stade rochelais | Top 14      | Entraîneur principal | 5e (arrêt du championnat)  | Éliminé en poule               | -                  |
| 2020 - 2021 | Stade rochelais | Top 14      | Entraîneur principal | Finaliste                  | Finaliste                      | -                  |
| 2021 - 2022 | Stade rochelais | Top 14      | Manager              | 5e, éliminé en barrages    | Vainqueur                      | -                  |
| 2022 - 2023 | Stade rochelais | Top 14      | Manager              | Finale                     | Vainqueur                      | -                  |
| 2023-2024   | Stade rochelais | Top 14      | Manager              | 5e, éliminé en demi-finale | Quart de finale                | -                  |

## Palmarès

### En club
- Vainqueur de la Coupe d'Europe : 2006 et 2008
  - Finaliste de la Coupe d'Europe : 2000 et 2002

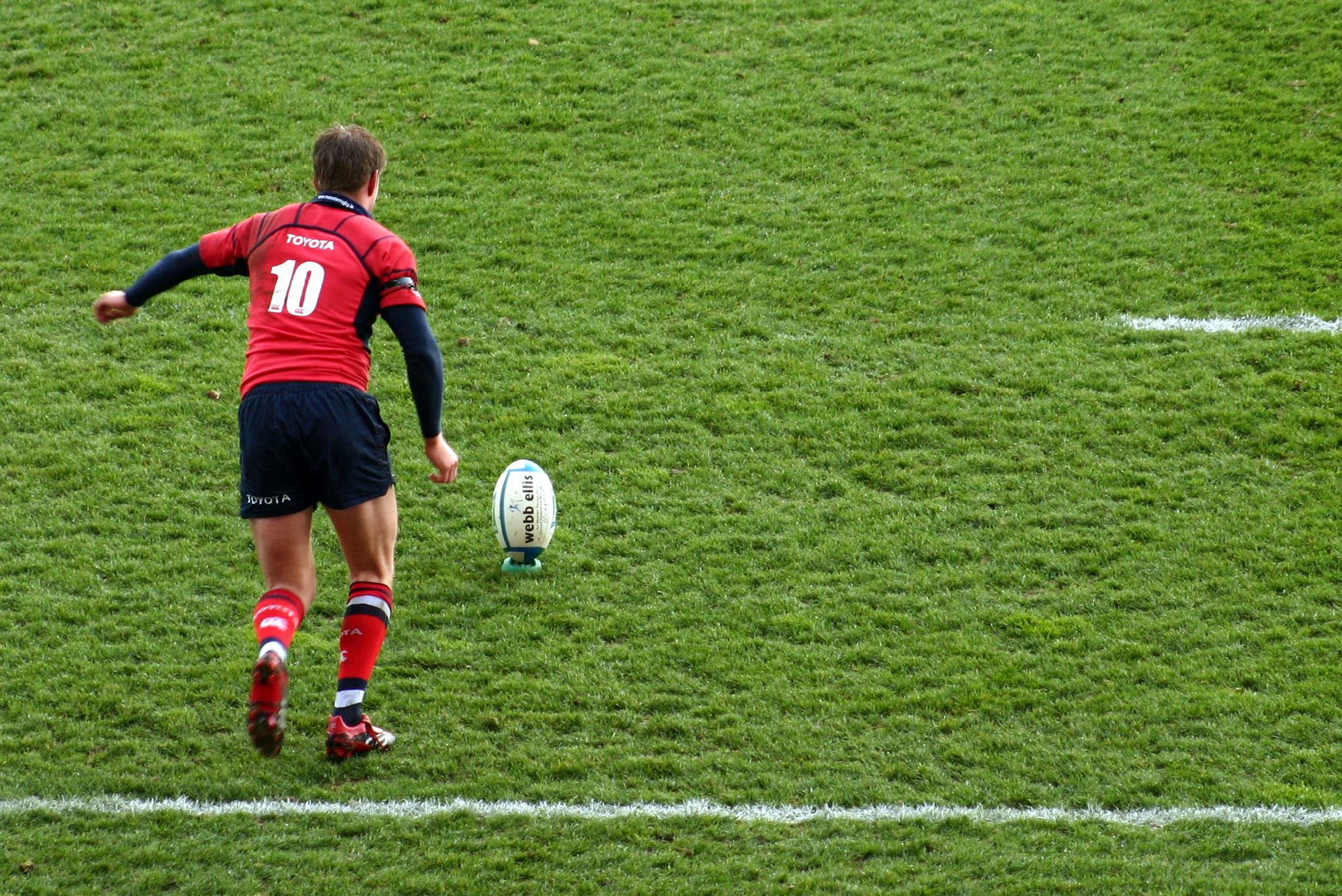
Ronan O'Gara lors du match de coupe d'Europe Munster-Perpignan, le 1er avril 2006.

- Vainqueur de la Celtic League en 2003, 2009 et 2011
- Vainqueur de l'AIB League : 1999

### En équipe nationale
Avec l'équipe d'Irlande
- 128 sélections entre 2000 et 2013

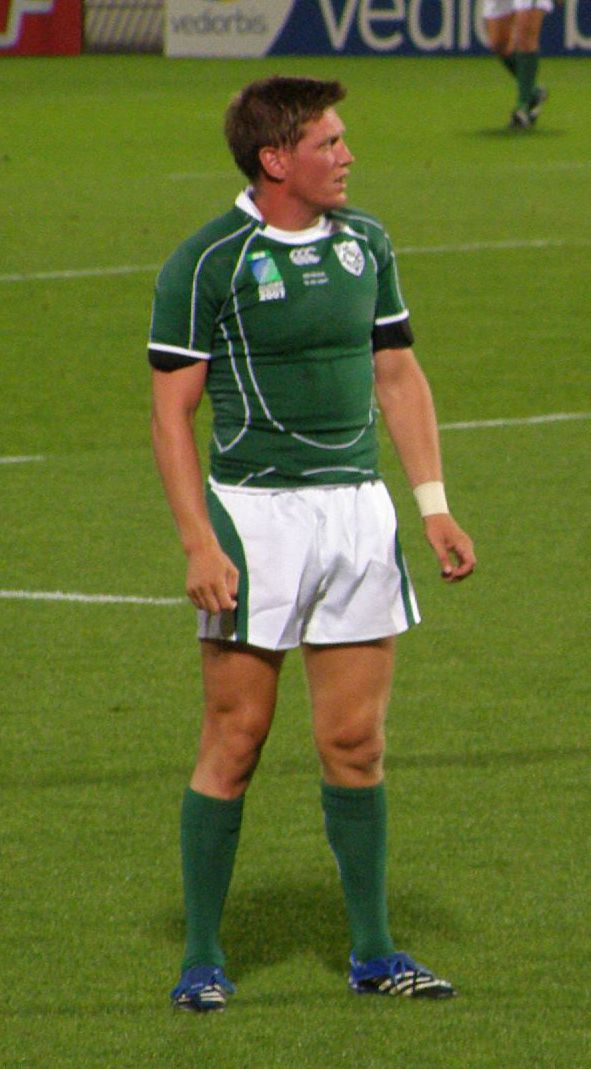
Ronan O'Gara lors de la coupe du monde 2007 en France.

- 1083 points (16 essais, 202 pénalités, 15 drops, 176 transformations)
- 551 points dans le tournoi des six nations
- Sélections par année : 9 en 2000, 6 en 2001, 12 en 2002, 11 en 2003, 9 en 2004, 8 en 2005, 11 en 2006, 11 en 2007, 10 en 2008, 6 en 2009, 10 en 2010, 13 en 2011, 10 en 2012 et 2 en 2013
- Tournois des six nations disputés (13) : 2000, 2001, 2002, 2003, 2004, 2005, 2006, 2007, 2008, 2009, 2010, 2011, 2012 et 2013
  - Grand Chelem (1) : 2009
  - Triples couronnes (4) : 2004, 2006, 2007 et 2009
- Coupes du monde disputées (3) : 2003 (30 points en 5 matchs), 2007 (19 points en 4 matchs) et 2011 (44 points en 5 matchs)

Avec les Lions britanniques
2 sélections entre 2005 et 2009
- 1 sélection en 2005, 1 en 2009

#### Coupe du monde
Ronan O'Gara a participé à trois Coupes du monde, sans briller avec sa sélection; il a atteint les quarts de finale en 2003 et en 2011, étant même éliminé en poule en 2007.
| Édition               | Rang               | Résultats pays | Résultats O'Gara | Matchs O'Gara |
| --------------------- | ------------------ | -------------- | ---------------- | ------------- |
| Australie 2003        | Quart de finaliste | 3 v, 0 n, 2 d  | 3 v, 0 n, 2 d    | 5/5           |
| France 2007           | Poule              | 2 v, 0 n, 2 d  | 2 v, 0 n, 2 d    | 4/4           |
| Nouvelle-Zélande 2011 | Quart de finaliste | 4 v, 0 n, 1 d  | 4 v, 0 n, 1 d    | 5/5           |

Légende : v = victoire ; n = match nul ; d = défaite.

#### Tournoi
| Édition                      | Rang | Résultats pays | Résultats O'Gara | Matchs O'Gara |
| ---------------------------- | ---- | -------------- | ---------------- | ------------- |
| Tournoi des Six Nations 2000 | 3    | 3 v, 0 n, 2 d  | 3 v, 0 n, 1 d    | 4/5           |
| Tournoi des Six Nations 2001 | 2    | 4 v, 0 n, 1 d  | 4 v, 0 n, 1 d    | 5/5           |
| Tournoi des Six Nations 2002 | 3    | 3 v, 0 n, 2 d  | 3 v, 0 n, 2 d    | 5/5           |
| Tournoi des Six Nations 2003 | 2    | 4 v, 0 n, 1 d  | 1 v, 0 n, 1 d    | 2/5           |
| Tournoi des Six Nations 2004 | 2    | 4 v, 0 n, 1 d  | 4 v, 0 n, 1 d    | 5/5           |
| Tournoi des Six Nations 2005 | 3    | 3 v, 0 n, 2 d  | 3 v, 0 n, 2 d    | 5/5           |
| Tournoi des Six Nations 2006 | 2    | 4 v, 0 n, 1 d  | 4 v, 0 n, 1 d    | 5/5           |
| Tournoi des Six Nations 2007 | 2    | 4 v, 0 n, 1 d  | 4 v, 0 n, 1 d    | 5/5           |
| Tournoi des Six Nations 2008 | 4    | 2 v, 0 n, 3 d  | 2 v, 0 n, 3 d    | 5/5           |
| Tournoi des Six Nations 2009 | 1    | 5 v, 0 n, 0 d  | 5 v, 0 n, 0 d    | 5/5           |
| Tournoi des Six Nations 2010 | 2    | 3 v, 0 n, 2 d  | 3 v, 0 n, 2 d    | 5/5           |
| Tournoi des Six Nations 2011 | 3    | 3 v, 0 n, 2 d  | 3 v, 0 n, 2 d    | 5/5           |
| Tournoi des Six Nations 2012 | 3    | 2 v, 1 n, 2 d  | 2 v, 1 n, 2 d    | 5/5           |
| Tournoi des Six Nations 2013 | 5    | 1 v, 1 n, 3 d  | 0 v, 0 n, 2 d    | 2/5           |

Légende : v = victoire ; n = match nul ; d = défaite ; la ligne est en gras quand il y a Grand Chelem.

### Entraîneur
- Championnat de France :
  - Champion (1) en 2016 avec le Racing 92
  - Finaliste (1) en 2021 et 2023 avec le Stade rochelais
- Coupe d'Europe/Champions Cup
  - Champion (2) en 2022 et 2023 avec le Stade rochelais
  - Finaliste (2) : 2016 avec le Racing 92 et 2021 avec le Stade rochelais
- Super Rugby
  - Champion (2) en 2018 et 2019 avec les Crusaders

### Distinctions et records personnels
Mis à jour le 14.08.2014
- Meilleur joueur européen sur les quinze années 1995-2010 (désigné par l'European Rugby Cup (ERC))
- Record de points inscrits en Coupe d'Europe (1 365 points)
- Record de matchs joués en Coupe d'Europe (110 matchs)
- 3e meilleur marqueur de points au niveau en matchs internationaux (1 083 points derrière Dan Carter (1 598 points) et Jonny Wilkinson (1 179 points))
- 3e joueur ayant disputé le plus de matchs internationaux (128 sélections derrière George Gregan (139) et Brian O'Driscoll (133))
- Nuit du rugby 2016 : Meilleur staff d'entraîneur du Top 14 (avec Laurent Labit et Laurent Travers) pour la saison 2015-2016
- Membre du Temple de la renommée World Rugby depuis 2018[17].